# 日本大学新聞社
日本大学新聞社（にほんだいがくしんぶんしゃ）は、日本大学の学内紙である「日本大学新聞」の発行主体。

## 概要
1921年（大正10年）に設立された、市ヶ谷の日本大学本部に編集室を置く大学公認団体である。「日本大学新聞（通称：日大新聞）」を発行しており、発行日は毎月20日である（1、2月は合併号）。慶應義塾大学の三田新聞（現在は廃刊）、東京大学の東京大学新聞に続く学生新聞のなかで3番目に古い歴史をもっている。学生記者が取材、執筆、整理（レイアウト）全てを行っており、広告の営業などもおおよそは学生が行っている。なお「日大学生新聞」という類似の新聞があるがこちらは原理研究会系のもの。
おおむねブランケット版の10面立てで、総合、学術、校友・付属、スポーツ面などがある。また、一気飲みの危険に対する啓発も行ったことがある。発行部数は85,000部とされる。購読料は2年間で4,000円（税込）だが、各学部に日大新聞を置くためのラックが数カ所設置されており、学生などは無料で読めるようになっている。4月の入学式では、PR版として新入生に無料配布されている。なお、日本大学新聞社の「社」は、会社として独立しているわけではなく「社中」という意味である。
また、年1回スポーツグラフ誌「日大スポーツ（略称：Nスポーツ）」、英字新聞、数年間分をまとめた縮刷版を発行している。ちなみに学内で毎年募集している日大文芸賞も日大新聞の管轄である。

## 日大紛争時代
日本大学新聞社の社長は、大学理事会によって大学の職員および教員の中から任命されるなどの大学側の管理を受けており、また、かつては購読料の委託徴収を学部が行い、事務局を通じて全学生に配布を行っていた。そのため、日大紛争時代に学生編集部側と大学当局側で激しい対立が生じた1969年には、大学当局側が購読料の委託徴収の差し止めと新聞の発行停止を決定した。その後、学生編集部側と大学当局側で話し合いを行ったものの最終的な和解に達することができなかったため、学生編集部員側は全員退社を決意、廃刊号として大学当局を非難する内容の新聞2万部を作成したが、これは大学側に焼却処分されたという。

## 復刊
大学当局側は学生編集部員を一新し、それまでの大学非難色を一掃、現在に至る。日大新聞は、1970年５月１５日付け復刊号の論説において「日大新聞の姿勢」を掲げ、「学園の公器性」に立脚し、在学生、教職員、校友を結ぶ紙面作りを謳い、コラムの題字をそれまでの「雲烟」から「清流」に改めた。この「清流」には、様々な困難にも屈しない新学生編集部員の公正で清らかな報道への思いが込められていた。休刊により第三種郵便登録を抹消されたが、昭和46年1月に第三種郵便登録を再度取得した。

## 日大新聞同人会
日本大学新聞社の学生編集部員ＯＢはマスコミ業界および政財界で活躍しており、2008年12月13日、日大新聞OB会が発展改組した「日大新聞同人会」が発足し、「学園の公器」である日大新聞をバックアップしている。2021年日本大学新聞は創刊百周年を迎える。